# Біле (Логойський район)
Біле — (біл. вёска Белае), село (веска) в складі Логойського району розташоване в Мінській області Білорусі, підпорядковане Нестановицькій сільській раді.
Село Біле розташоване в центральних районах Білорусі, у північній частині Мінської області - орієнтовне розташування [Архівовано 25 грудня 2018 у Wayback Machine.].